# Emil Abigt
Emil Julius Abigt (* 11. Januar 1878 in Zeitz; † Februar 1952) war ein deutscher Journalist. Er war Chefredakteur, Verlagsbuchhändler und Schriftsteller.

## Leben
Er war der Sohn von Julius Abigt und dessen Ehefrau Emilie geborene Jahn. Nach dem Besuch der Volksschule und einer Privat-Lehranstalt wurde Abigt Buchhändler, Redakteur und Geschäftsleiter bei Tages- und Fachzeitungen und deren Organisator. Ergab u. a. verschiedene Zeitschriften für Landhauskultur heraus, darunter Landhaus und Villa, Haus und Wohnung und Das Landhaus, Heimkultur und Im eigenen Heim. Schon 1912 gründete er Bauvereine und warb für die Bauspar-Idee. In Wiesbaden hatte er eine eigene Verlagsbuchhandlung. Zusammen mit verschiedenen Künstlern gründete er die Gesellschaft für Heimkultur e. V. 1919 wurde er 1. Vorsitzender des Mieterschutzvereins e. V., Sitz Wiesbaden. Im darauffolgenden Jahr wurde er wegen nationaler Betätigung verfolgt und inhaftiert. Später lebte er im Ostseebad Rauschen im Haus Baldur.
Abigt war auch als okkultistischer Forscher tätig und gab die Sammlung Brücke zum Jenseits heraus. Er verfasste zahlreiche populärwissenschaftliche Werke.